# Philodendron auritum
Philodendron auritum là một loài thực vật có hoa trong họ Ráy (Araceae). Loài này được Lindl. miêu tả khoa học đầu tiên năm 1853.